# Kate Ryan
Kate Ryan (nom de naixement Katrien Verbeeck) és una cantant flamenca de música dance i una de les més destacades a escala europea. Va néixer el 22 de juliol de l'any 1980, a Tessenderlo, Flandes.
Va començar en la indústria de la música com una Soft Rock/Pop banda musical anomenada Melt. Després d'estar dos anys en aquesta banda va decidir fer una carrera musical en solitari.

## Carrera en solitari
Es va inspirar en les cançons de Mylène Farmer. "Désenchantée" ("Desencantada"), va ser tot un èxit a tot Europa. Va signar amb EMI Belgium i va realitzar el seu primer àlbum Different (Diferent) el 2002, exclusiu a Europa. L'àlbum va ser disc d'or, i va vendre'n més de 250.000 còpies per tot Europa. El seu single "Scream for more" ("Crida per més"), realitzat el 17 de juliol de 2001, a Robbins Entertainment, es va escoltar en les ràdios i discoteques dance.
El segon single, "Desenchantée/UR My Love" ("Desencantada/Ets el meu amor"), va ser també realitzat a Robbins, i també fou un èxit en les ràdios i discoteques dance. Aquest single va vendre més còpies que l'anterior. El 2004, Kate Ryan va realitzar un segon àlbum anomenat Stronger (Més forta) a Europa i als Estats Units el 2005, a Waters Music Records.
El 2006 va representar Bèlgica al Festival d'Eurovisió, cantant "Je t'adore" ("T'adoro"). Això no obstant, va ser eliminada a la semifinal acabant dues posicions per sota dels deu primers.
El 2013 va interpretar una cançó en català "Sé que tu lluitaràs", versió de la cançó "World, Hold On" de Bob Sinclar, especialment per a la Marató de TV3 del mateix any, dedicada a les malalties neurodegeneratives.